# Длинноногая петроика
Длинноногая петроика (лат. Petroica australis) — певчая птица из семейства Австралийские зарянки. Эндемик Новой Зеландии.

## Описание
Длинноногая петроика достигает длины 18 см и веса 35 г. Ноги длинные и тонкие. Оперение самца тёмно-серое, самки бурое. У обоих полов горло и брюхо значительно светлее, а у самца кремово-белого цвета.

## Распространение
Длинноногая петроика — эндемик Новой Зеландии. Птицы распространены повсеместно на острове Южный и острове Стьюарт, не имея закрытой области распространения. На некоторых островах, таких как остров Ульва, птицы были заново возвращены в дикую природу после истребления завезёнными хищниками (кошками и крысами).
Вид населяет опушки леса и часто встречается в зелёных насаждениях вокруг поселений. Область распространения составляет оценочно от 50 000 до 100 000 км².

## Классификация
Сегодня Petroica australis australis и Petroica australis rakiura признаны подвидами. Тесно родственный вид Petroica longipes (ранее Petroica australis longipes) признан исследователями Миллером и Ламбертом в 2006 году собственным видом. Другой родственный вид чатемская петроика  (Petroica traversi) обитает на архипелаге Чатем.

## Галерея

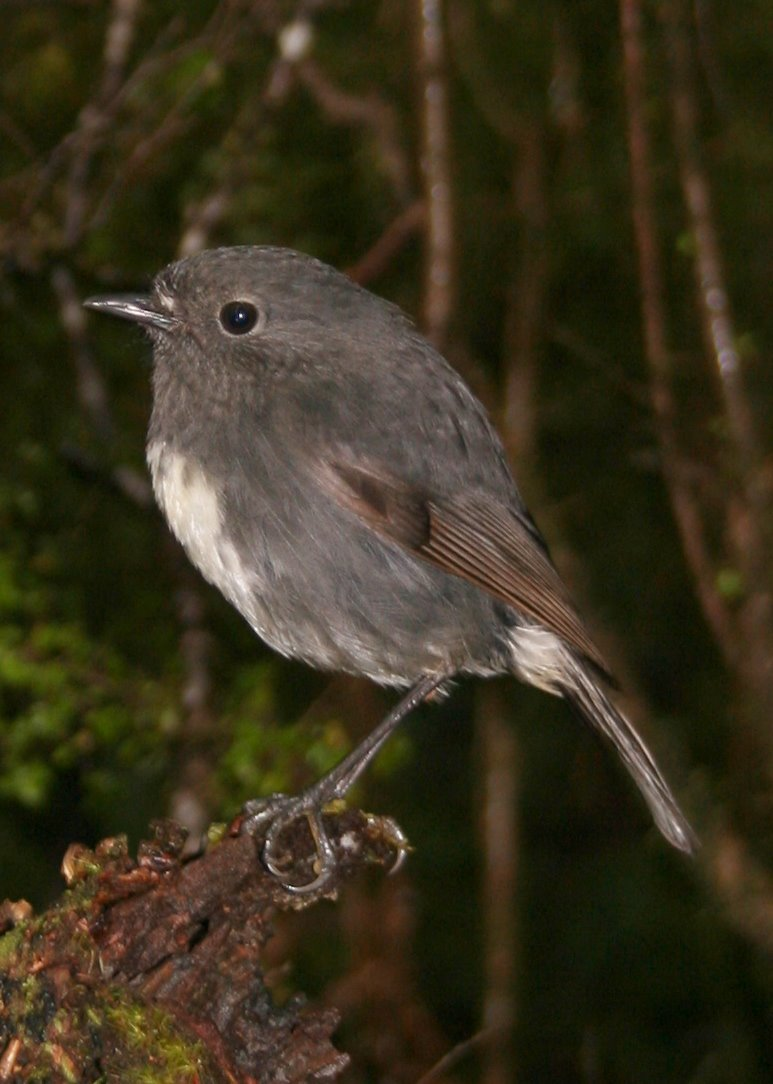
Petroica australis australis
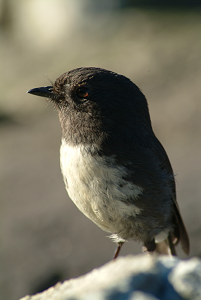
Petroica australis australis